# マーク・デックリン
マーク・デックリン（Mark Deklin、1967年12月3日 - ）はアメリカ合衆国の男優。「マーク・デクライン」や「マーク・デクリン」とも表記される。

## プロフィール
ペンシルベニア州立大学、ワシントン大学卒業。
数々の人気テレビドラマシリーズにゲスト出演し、近年では『デスパレートな妻たち』や『デビアスなメイドたち』等に出演している。

## 出演作品

### 映画
- ハービー/機械じかけのキューピッド - Herbie Fully Loaded (2005)
- タイド・オブ・ウォー - Tides of War (2005)
- パラダイス・ロスト - Mini's First Time (2006)
- ウェディング・チャペル - The Wedding Chapel (2013)
- ターザン - Tarzan (2013) - グレイストーク〈声の出演〉

### テレビドラマ
- ガイディング・ライト - Guiding Light (1999)
- セックス・アンド・ザ・シティ Sex and the City (2002)
- そりゃないぜ!? フレイジャー - Frasier シーズン11 (2004)
- チャームド 〜魔女3姉妹 - Charmed シーズン6 (2004)
- CSI:ニューヨーク - CSI:NY シーズン2 (2005) - リック・スミス
- CSI:マイアミ - CSI:Miami シーズン3 (2005) - ラッセル・エッジ
- デスパレートな妻たち - Desperate Housewives シーズン3 (2007) - ビル・ピアース
- キャッスル 〜ミステリー作家は事件がお好き - Castle (2009)
- NIP/TUCK マイアミ整形外科医 - NIP/TUCK (2009)
- メンタリスト - The Mentalist シーズン2 (2010) - ジェームズ・キンゼイ
- HAWAII FIVE-0 - Hawaii Five-0 (2010) - スタン・エドワーズ
- GCB キラめく女の逆襲バトル - GCB (2012) - ブレイク・ライリー
- CSI:科学捜査班 - CSI:Crime Scene Investigation シーズン14 (2013) - ライアン・ミラー
- デビアスなメイドたち - Devious Maids シーズン2 (2014) - ニコラス・ディーリング
- ウェアハウス13 〜秘密の倉庫 事件ファイル〜 - Warehouse 13 シーズン5 (2014) - テッド
- クリミナル・マインド FBI行動分析課 - Criminal Minds (2015)
- シェイズ・オブ・ブルー - Shades of Blue (2015) - ジョー・ナザリオ
- リゾーリ&アイルズ ヒロインたちの捜査線 - Rizzoli & Isles (2016)